# Tukotuko cętkowany
Tukotuko cętkowany (Ctenomys latro) – gatunek gryzonia z rodziny tukotukowatych (Ctenomyidae). Występuje w Ameryce Południowej, gdzie odgrywa ważną rolę ekologiczną. Siedliska tukotuko cętkowanego położone są na terenach argentyńskiej prowincji Tucumán. Międzynarodowa Unia Ochrony Przyrody (IUCN) wymienia ten gatunek w Czerwonej księdze gatunków zagrożonych jako gatunek narażony i oznacza go akronimem VU.